# Krajský soud

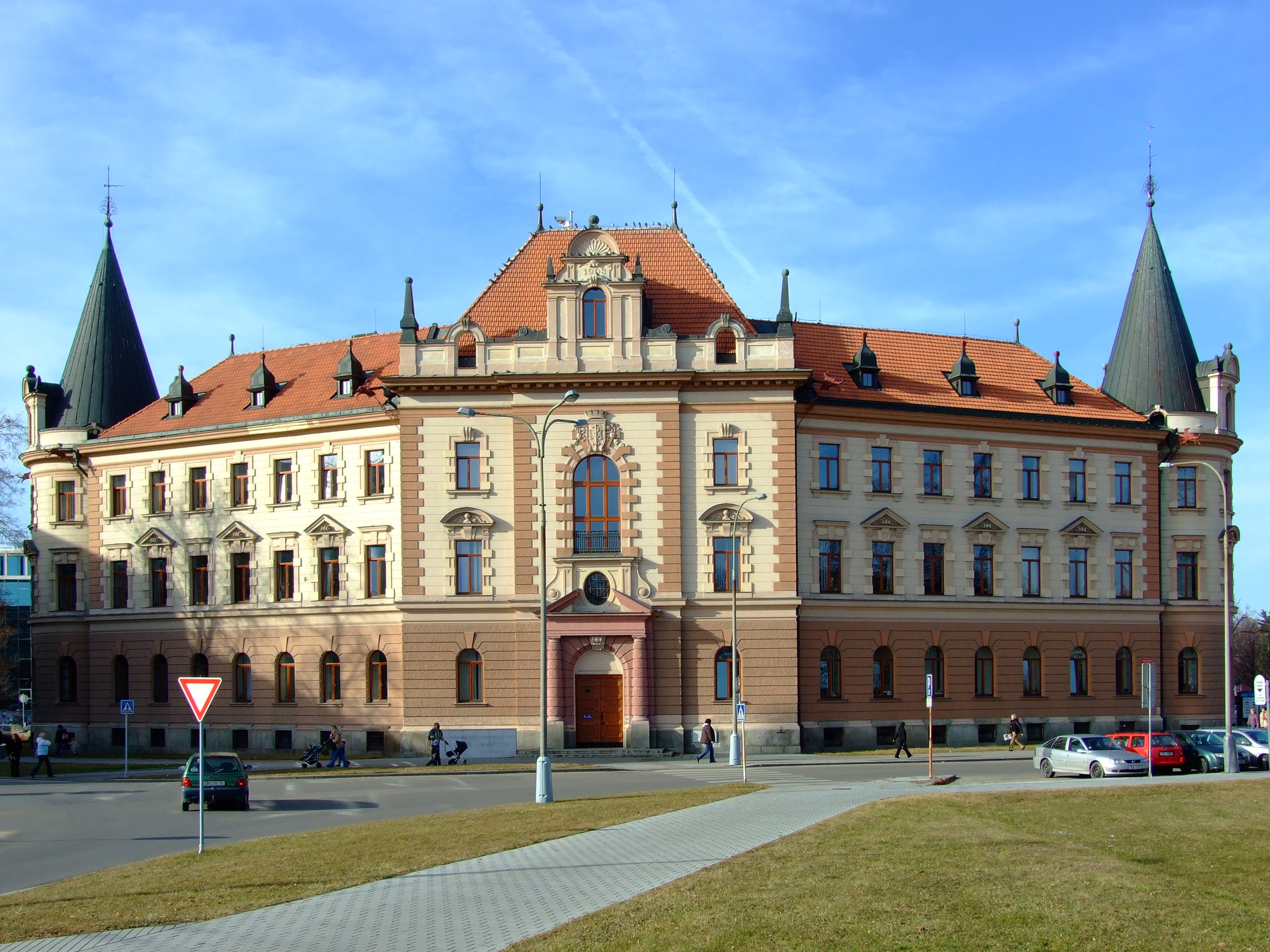
Budova Krajského soudu v Českých Budějovicích

Krajský soud představuje jeden ze základních článků soustavy obecných soudů.
V České republice existuje osm krajských soudů:
- Městský soud v Praze (působnost pro Prahu)
- Krajský soud v Praze (působnost pro Středočeský kraj)
- Krajský soud v Českých Budějovicích s pobočkou v Táboře
- Krajský soud v Plzni
- Krajský soud v Ústí nad Labem s pobočkou v Liberci
- Krajský soud v Hradci Králové s pobočkou v Pardubicích
- Krajský soud v Brně s pobočkou v Jihlavě a pobočkou ve Zlíně
- Krajský soud v Ostravě s pobočkou v Olomouci

## Historie

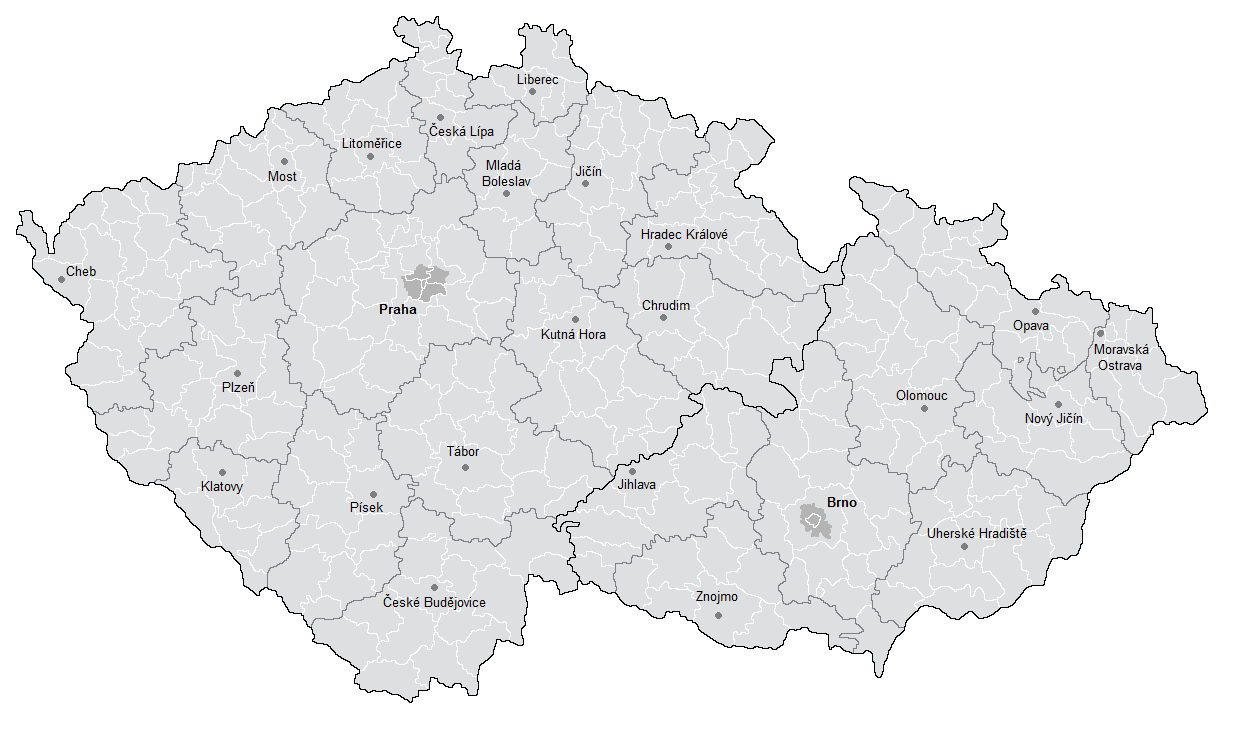
Krajské soudy k roku 1930

Původní krajské soudy (iudicium provinciale) v Čechách navazovaly na hradskou soustavu, zůstaly ale nakonec jen v Praze a v Plzni. Na Moravě byly stabilnější s ohledem na existenci údělů. Krajské soudy se zde nazývaly cúdy, které se postupně slučovaly, nejvýznamnější tak později byly v Olomouci a v Brně. Zanikly během husitských válek.
K obnovení institutu krajského soudu (Kreisgericht) došlo v Habsburské monarchii v roce 1850. Tehdy ještě s označením zemské soudy (Landesgericht), od roku 1855 až do roku 1928 se tak však nazývaly jen soudy v hlavních městech zemí, tedy pražský, brněnský a opavský. Kromě nich působily krajské soudy v České Lípě, Českých Budějovicích, Hradci Králové, Chebu, Chrudimi, Jičíně, Kutné Hoře, Liberci, Litoměřicích, Mladé Boleslavi, Mostě, Písku, Plzni, Táboře, Jihlavě, Novém Jičíně, Olomouci, Uherském Hradišti a Znojmě (v Mladé Boleslavi a Litoměřicích ale vznikly až roku 1855 a téhož roku bylo do Chrudimi přeneseno sídlo krajského soudu ve Vysokém Mýtě). V roce 1918 byl zřízen nový krajský soud v Trutnově pro německojazyčnou oblast východních Čech, ale nově vzniklá československá republika jej ihned zrušila. Existoval také těšínský krajský soud, ten však zanikl v důsledku rozdělení Těšínska po vzniku Československa a místo něj byl zřízen krajský soud v Moravské Ostravě, v té době také vznikl samostatný krajský soud v Klatovech. Krajské soudy tehdy působily jako tzv. „sborové soudy první stolice“, rozhodovaly převážně v tříčlenných senátech, a to buď o opravných prostředcích proti rozhodnutím okresních soudů (civilní odvolání však až do roku 1898 vyřizovaly vrchní zemské soudy), nebo samy v prvním stupni ve specializované agendě jako byly přečiny a zločiny, věci konkursní a fideikomisní či obchodní, horní nebo jiné spory nad hodnotu 500 zlatých. Někdy se podle této agendy k jejich názvu připojovalo označení „trestní“ nebo „civilní“, ale jen v Praze fungovaly tři samostatné specializované krajské soudy: civilní, trestní a obchodní.
Po roce 1949 byly přizpůsobeny tehdejšímu krajskému uspořádání, takže krajské soudy sídlily v Praze, Českých Budějovicích, Plzni, Karlových Varech, Ústí nad Labem, Liberci, Hradci Králové, Pardubicích, Jihlavě, Brně, Olomouci, Ostravě a jako výjimka z tohoto pravidla v Uherském Hradišti. Stejný princip byl zachován po redukci počtu krajů v roce 1960 a výsledný stav osmi krajských soudů zůstal nezměněn i po vzniku samosprávných krajů v roce 2000, ačkoli ve městech, kde již krajské soudy nesídlily, začaly být zřizovány alespoň jejich pobočky. Mezi roky 1992 až 2000 fungovaly sice tři samostatné krajské obchodní soudy (v Praze, Brně a Ostravě), ale poté byly začleněny do soudů krajských (Krajský obchodní soud v Praze do Městského soudu v Praze).

## Agenda
Krajské soudy rozhodují ve druhém stupni o řádných opravných prostředcích proti rozhodnutím těch okresních soudů, které se nacházejí v jejich soudním obvodu. Dále je jim svěřena rozsáhlá specializovaná prvoinstanční agenda, např. rozhodování v insolvenčním řízení, ve věcech obchodních korporací, duševního vlastnictví, nekalé soutěže nebo o nejzávažnějších trestných činech (obžalobu podávají státní zástupci krajského státního zastupitelství). Druhým stupněm jsou pak soudy vrchní.
Vedou také agendu veřejných rejstříků právnických a fyzických osob a působí též jako soudy jediného stupně ve většině věcí správního soudnictví (Nejvyšší správní soud zde řeší jen mimořádné opravné prostředky).